# Sebastian Konarski
Sebastian Konarski herbu Czewoja (zm. przed 9 września 1599 roku) – pisarz sanocki w latach 1571–1589.
Studiował we Frankfurcie nad Odrą w 1543 roku, w Królewcu w 1557 roku.
Poseł na sejm 1585 roku z ziemi sanockiej.